# Gerolfingowie
Gerolfingowie – pierwsza dynastia holenderska panująca od połowy IX do końca XIII w. w hrabstwie Holandii.

## Historia
Protoplastą dynastii był Gerulf, który żył w połowie IX w. Jego potomkowie byli hrabiami Holandii. Stopniowo zyskiwali na znaczeniu, rozszerzając wpływy na Zelandię i Fryzję. Jeden z jej przedstawicieli, Wilhelm II, został w 1247 r. wybrany na króla Niemiec. Po bezpotomnej śmierci jego wnuka Jana I, hrabstwo Holandii przeszło w ręce przedstawicieli dynastii z Avesnes.